# Unione Sportiva Salernitana 1919 2021-2022
Questa voce raccoglie le informazioni riguardanti l'Unione Sportiva Salernitana 1919 nelle competizioni ufficiali della stagione 2021-2022.

## Stagione
Nella stagione 2021-2022 dopo il secondo posto ottenuto in Serie B, la Salernitana disputa il suo terzo campionato di Serie A e partecipa alla Coppa Italia a partire dai trentaduesimi di finale.
Alla guida tecnica viene confermato il tecnico marchigiano Fabrizio Castori, già artefice della promozione granata e alla sua seconda stagione in A dopo quella del 2015-2016 con il Carpi. Per far fronte ai tempi ristretti imposti alla società granata dalla Lega, che aveva fissato il 25 giugno come termine perentorio per la cessione aziendale per ovviare alla spinosa situazione della comproprietà, il co-proprietario Claudio Lotito propone un trust, che viene ufficialmente ratificato dalla FIGC il 7 luglio.
In attesa del nuovo proprietario (da reperire indifferibilmente entro il 31 dicembre 2021), il generale Ugo Marchetti, già vicecomandante della Guardia di Finanza, assume l'incarico di amministratore unico pro tempore della società. A poche ore dallo scadere del termine per la presentazione delle offerte, il 31 dicembre, si farà infine avanti l'imprenditore Danilo Iervolino, che nei primi giorni del 2022 formalizzerà l'acquisto della società per un costo complessivo di 10 milioni di euro.
Il 15 luglio scatta ufficialmente la stagione sportiva granata, con adunata generale presso il Grand Hotel Elite di Cascia, dove una squadra ancora largamente incompleta inizia il tradizionale romitaggio estivo pre-campionato. Rispetto all'anno precedente salutano i campani, tra gli altri, l'attaccante Gennaro Tutino, di ritorno al Napoli per termine del prestito, e tutti i calciatori in prestito dalla Lazio (come disposto dalla FIGC). Il nigeriano Joel Obi, ex Chievo, e il norvegese Stefan Strandberg, svincolato dai russi dell'Ural, sono i primi acquisti della nuova stagione. Nel corso dell'estate vengono inoltre ufficializzati altri approdi, tra cui quello del portiere Vincenzo Fiorillo, a titolo definitivo dal Pescara; del difensore Wajdi Kechrida, a titolo definitivo dall'Étoile du Sahel; dei difensori Matteo Ruggeri e Nadir Zortea, in prestito dall'Atalanta; del difensore Riccardo Gagliolo, a titolo definitivo dal Parma; del difensore Luca Ranieri, in prestito dalla SPAL; del centrocampista Lassana Coulibaly, svincolato; del centrocampista Grīgorīs Kastanos, in prestito dalla Juventus; dell'attaccante Federico Bonazzoli, in prestito dalla Sampdoria, e dell'attaccante Simy, in prestito dal Crotone. A mercato già chiuso i Granata si assicurano inoltre le prestazioni dello svincolato Franck Ribéry, che firma il 6 settembre e viene presentato lo stesso giorno all'Arechi insieme al resto della squadra. Fa il suo ritorno in maglia granata anche l'attaccante Cedric Gondo, ingaggiato il 17 settembre dopo essersi svincolato dalla Lazio.
La Salernitana inizia la sua stagione battendo in casa la Reggina (2-0) nei trentaduesimi di finale della Coppa Italia, consentendo ai campani di accedere ai sedicesimi di finale, poi persi (1-0) contro il Genoa. In campionato, invece, i Granata iniziano con una serie di quattro sconfitte: (3-2) al Dall'Ara contro il Bologna; (0-4) all'Arechi contro la Roma; (4-0) all'Olimpico Grande Torino contro il Torino, e (0-1) in casa contro l'Atalanta. Il primo punto arriva con la rimonta casalinga (2-2) contro il Verona, alla quinta giornata, mentre il primo successo stagionale avviene alla 7ª giornata contro il Genoa (1-0). È però la sesta sconfitta stagionale in otto partite, rimediata (2-1) contro lo Spezia all'8ª giornata, a costare caro a Castori, che viene sollevato dall'incarico il 17 ottobre. Nella stessa giornata, viene ufficializzato l'ingaggio di Stefano Colantuono. Il tecnico romano, dopo aver perso all'esordio contro l'Empoli (2-4), alla decima di campionato vince, grazie a un gol marcato nei secondi finali di gara da Schiavone, al Penzo contro il Venezia (1-2) Avendo ottenuto solo 2 vittorie e subito 10 sconfitte in 15 partite, Colantuono viene esonerato il 23 febbraio dopo il pareggio esterno contro il Genoa, che lascia la Salernitana ultima a 12 punti.
Al suo posto viene ingaggiato Davide Nicola, che debutta alla 26ª giornata pareggiando (2-2) in casa contro il Milan. Dopo un fisiologico periodo di assestamento, in virtù della rivoluzione operata sul mercato da Walter Sabatini, nuovo DS della gestione Iervolino (che durante la finestra invernale porta a Salerno, tra gli altri, Simone Verdi, Federico Fazio, Pasquale Mazzocchi, Ivan Radovanović, Luigi Sepe, Diego Perotti nonché il giovane talento brasiliano Éderson), la Salernitana entra in un periodo di forma eccezionale. I Granata ultimi a inizio aprile, con 9 punti dalla zona salvezza, compiono un'autentica rimonta: il successo (1-2) sul campo della Sampdoria (con due reti nei primi 6') è seguito dal successo (1-0) ottenuto con l'Udinese nel recupero della 19ª giornata, grazie a una rete di Verdi al 93', poi il successo (2-1) con la Fiorentina, un pari (1-1) con l'Atalanta e la vittoria (2-1) nel recupero della 20ª giornata con il Venezia, la rete finale di Verdi che regala ai Granata un 17º posto, fino ad ora in questa stagione la Salernitana non era mai stata in zona salvezza. In totale, la Salernitana ottiene 7 risultati utili consecutivi, che le consentono, alla vigilia dell'ultima di campionato, di essere davanti al Cagliari terz'ultimo di due punti. Negli ultimi 90' della stagione, nonostante la disastrosa sconfitta interna patita per mano dell'Udinese (0-4), i Granata ottengono una clamorosa salvezza in virtù della mancata vittoria dei sardi (0-0) sul campo del già retrocesso Venezia. Per la prima volta nella sua storia il club dell'Ippocampo ottiene così la permanenza in massima serie con 31 punti, una quota salvezza bassissima.
Il miglior marcatore della stagione Granata è Federico Bonazzoli, con 12 reti, delle quali 10 in campionato, il bresciano trova la migliore stagione realizzativa della sua carriera, da segnalare la sua rete che apre le marcature nel successo (2-1) sul Venezia, risultato che vale la zona salvezza, alla vigilia della 36ª giornata.

## Organigramma societario
Area direttiva
- Presidente: Danilo Iervolino (dal 13 gennaio 2022)
- Amministratore Unico: Ugo Marchetti (fino al 13 gennaio 2022)
- Presidente Collegio Sindacale: Ulderico Granata
- Sindaci: Stefano Di Natale, Massimiliano Troiani
- Segretario Generale: Rodolfo De Rose
- Amministratore Delegato: Maurizio Milan (dal 1º febbraio 2022)

Area comunicazione e marketing
- Responsabile area comunicazione: Mara Andria (dal 14 gennaio 2022)
- Area Marketing e Commerciale: Claudio De Leonardis
- Area Biglietteria: Maria Vernieri
- Collaboratore Biglietteria: Gabriella Borgia
- Supporter Liaison Officer: Yuri D'Amato
- Ufficio Stampa: Gianfranco Lambiase
- Direttore organizzativo ed impianti: Giovanni Russo

Area sportiva
- Direttore Sportivo: Angelo Mariano Fabiani (fino al 14 gennaio 2022), poi Walter Sabatini
- Team Manager e Dirigente accompagnatore: Salvatore Avallone

Area tecnica
- Allenatore: Fabrizio Castori (1ª-8ª)
Stefano Colantuono (9ª-25ª)
Davide Nicola (26ª-38ª)
- Vice Allenatore: Riccardo Bocchini (1ª-8ª)
 Gianfranco Cinello (9ª-25ª)
 Manuele Cacicia (26ª-38ª)
- Collaboratori tecnici: Manolo Pestrin, Simone Barone (26ª-38ª)
- Preparatori atletici: Carlo Pescosolido, Vincenzo Laurino, Marco Celia, Gabriele Stoppino (26ª-38ª)
- Preparatore dei Portieri: Paolo Foti (1ª-8ª), Mauro Lamberti, Michelangelo Rampulla (25ª-38ª)
- Match Analyst: Marco Castori (1ª-8ª)
 Sandro Antonini (9ª-38ª)
 Federico Barni (26ª-38ª)
- Addetto all'arbitro: Pietro Contente
- Magazzinieri: Gerardo Salvucci, Rosario Fiorillo

Area sanitaria
- Responsabile Sanitario: Epifanio D’Arrigo
- Medico sociale: Epifanio d’Arrigo
- Fisioterapista: Angelo Mascolo, Davide Cuoco, Michele Cuoco
- Nutrizionista: Andrea Cioffi

## Divise e sponsor
Il fornitore tecnico per la stagione 2021-2022 è Zeus Sport, mentre gli sponsor ufficiali sono Caffè Motta (main sponsor), Re d'Italia Art (second sponsor), Supermercati Eté (sleeve sponsor) e Distretti Ecologici (back sponsor).
| Casa | Trasferta | Terza divisa | Quarta divisa |

## Rosa
Rosa e numerazione aggiornata al 2 febbraio 2022.
| N. |                                 | Ruolo | Calciatore                  |
| -- | ------------------------------- | ----- | --------------------------- |
| 1  | Italia (bandiera)               | P     | Vincenzo Fiorillo           |
| 2  | Senegal (bandiera)              | C     | Mamadou Coulibaly           |
| 3  | Italia (bandiera)               | D     | Matteo Ruggeri              |
| 4  | Polonia (bandiera)              | D     | Paweł Jaroszyński           |
| 5  | Albania (bandiera)              | D     | Frédéric Veseli             |
| 6  | Norvegia (bandiera)             | D     | Stefan Strandberg           |
| 7  | Francia (bandiera)              | A     | Franck Ribéry (capitano)    |
| 8  | Italia (bandiera)               | C     | Andrea Schiavone            |
| 9  | Italia (bandiera)               | A     | Federico Bonazzoli          |
| 10 | Italia (bandiera)               | A     | Simone Verdi                |
| 11 | Bosnia ed Erzegovina (bandiera) | A     | Milan Đurić (vice capitano) |
| 12 | Italia (bandiera)               | P     | Antonio Russo               |
| 13 | Italia (bandiera)               | D     | Ramzi Aya                   |
| 13 | Brasile (bandiera)              | C     | Éderson                     |
| 14 | Italia (bandiera)               | C     | Francesco Di Tacchio        |
| 15 | Italia (bandiera)               | C     | Carmine Iannone             |
| 15 | Costa d'Avorio (bandiera)       | A     | Cedric Gondo                |
| 15 | Norvegia (bandiera)             | C     | Emil Bohinen                |
| 16 | Serbia (bandiera)               | D     | Ivan Radovanović            |
| 17 | Argentina (bandiera)            | D     | Federico Fazio              |
| 18 | Mali (bandiera)                 | C     | Lassana Coulibaly           |
| 19 | Norvegia (bandiera)             | A     | Julian Kristoffersen        |
| 19 | Italia (bandiera)               | D     | Luca Ranieri                |
| 20 | Cipro (bandiera)                | C     | Grīgorīs Kastanos           |
| 21 | Italia (bandiera)               | D     | Nadir Zortea                |
| 22 | Nigeria (bandiera)              | C     | Joel Obi                    |

| N. |                         | Ruolo | Calciatore          |
| -- | ----------------------- | ----- | ------------------- |
| 23 | Slovacchia (bandiera)   | D     | Norbert Gyömbér     |
| 24 | Tunisia (bandiera)      | D     | Wajdi Kechrida      |
| 25 | Nigeria (bandiera)      | A     | Simy                |
| 25 | Romania (bandiera)      | D     | Radu Drăgușin       |
| 26 | Croazia (bandiera)      | D     | Luka Bogdan         |
| 27 | Italia (bandiera)       | D     | Matteo Ruggeri      |
| 28 | Italia (bandiera)       | C     | Leonardo Capezzi    |
| 30 | Italia (bandiera)       | D     | Pasquale Mazzocchi  |
| 31 | Svezia (bandiera)       | D     | Riccardo Gagliolo   |
| 32 | RD del Congo (bandiera) | C     | Sedrick Kalombo     |
| 33 | Italia (bandiera)       | D     | Filippo Delli Carri |
| 34 | Italia (bandiera)       | A     | Lorenzo Cannavale   |
| 35 | Moldavia (bandiera)     | C     | Andrei Moțoc        |
| 36 | Italia (bandiera)       | C     | Alessandro Russo    |
| 37 | Italia (bandiera)       | D     | Mario Perrone       |
| 38 | Italia (bandiera)       | D     | Tommaso De Lorenzo  |
| 39 | Italia (bandiera)       | C     | Antonio Iervolino   |
| 40 | Italia (bandiera)       | A     | Angelo Guida        |
| 55 | Italia (bandiera)       | P     | Luigi Sepe          |
| 63 | Italia (bandiera)       | A     | Edoardo Vergani     |
| 71 | Italia (bandiera)       | P     | Jacopo De Matteis   |
| 72 | Slovenia (bandiera)     | P     | Vid Belec           |
| 87 | Brasile (bandiera)      | A     | Mikael              |
| 88 | Argentina (bandiera)    | A     | Diego Perotti       |
| 96 | Italia (bandiera)       | P     | Guido Guerrieri     |
| 99 | Francia (bandiera)      | A     | Lys Mousset         |

## Calciomercato

### Sessione estiva (dal 1º luglio al 31 agosto)
| Acquisti         | Acquisti            | Acquisti        | Acquisti                                 |
| R.               | Nome                | da              | Modalità                                 |
| ---------------- | ------------------- | --------------- | ---------------------------------------- |
| P                | Vincenzo Fiorillo   | Pescara         | definitivo                               |
| D                | Filippo Delli Carri | Juventus        | prestito                                 |
| D                | Riccardo Gagliolo   | Parma           | definitivo                               |
| D                | Wajdi Kechrida      | Étoile du Sahel | definitivo                               |
| D                | Matteo Ruggeri      | Atalanta        | prestito                                 |
| D                | Stefan Strandberg   |                 | svincolato                               |
| D                | Nadir Zortea        | Atalanta        | prestito                                 |
| C                | Lassana Coulibaly   | Angers          | definitivo                               |
| C                | Grīgorīs Kastanos   | Juventus        | prestito                                 |
| C                | Joel Obi            | Chievo          | definitivo                               |
| A                | Federico Bonazzoli  | Sampdoria       | prestito                                 |
| A                | Simy                | Crotone         | prestito con obbligo di riscatto         |
| A                | Edoardo Vergani     | Inter           | definitivo                               |
| Altre operazioni |                     |                 |                                          |
| R.               | Nome                | da              | Modalità                                 |
| D                | Paweł Jaroszyński   | Genoa           | rinnovo prestito                         |
| D                | Luca Ranieri        | Fiorentina      | prestito                                 |
| C                | Michele Cavion      | Ascoli          | definitivo                               |
| C                | Mamadou Coulibaly   | Udinese         | rinnovo prestito con obbligo di riscatto |
| C                | Felipe Curcio       | Padova          | fine prestito                            |
| C                | Marco Firenze       | Padova          | fine prestito                            |
| C                | Edoardo Iannoni     | Juve Stabia     | fine prestito                            |
| C                | Sedrick Kalombo     | Foggia          | fine prestito                            |
| C                | Tomasz Kupisz       | Bari            | riscatto cartellino                      |
| A                | Niccolò Giannetti   | Pescara         | fine prestito                            |

| Cessioni         | Cessioni           | Cessioni    | Cessioni      |
| R.               | Nome               | a           | Modalità      |
| ---------------- | ------------------ | ----------- | ------------- |
| P                | Alessandro Micai   | Reggina     | prestito      |
| D                | Tiago Casasola     | Lazio       | fine prestito |
| C                | André Anderson     | Lazio       | fine prestito |
| C                | Emanuele Cicerelli | Lazio       | fine prestito |
| C                | Patryk Dziczek     | Lazio       | fine prestito |
| C                | Sofian Kiyine      | Lazio       | fine prestito |
| C                | Tomasz Kupisz      | Pordenone   | definitivo    |
| A                | Gennaro Tutino     | Napoli      | fine prestito |
| Altre operazioni |                    |             |               |
| R.               | Nome               | a           | Modalità      |
| P                | Marius Adamonis    | Lazio       | fine prestito |
| D                | Riza Durmisi       | Lazio       | fine prestito |
| D                | Paweł Jaroszyński  | Genoa       | fine prestito |
| D                | Valerio Mantovani  | Alessandria | prestito      |
| D                | Sanasy Sy          | Cosenza     | prestito      |
| C                | Michele Cavion     | Brescia     | prestito      |
| C                | Mamadou Coulibaly  | Udinese     | fine prestito |
| C                | Edoardo Iannoni    | Ancona      | prestito      |
| C                | Cristiano Lombardi | Lazio       | fine prestito |
| C                | Andrea Schiavone   | Bari        | fine prestito |
| A                | Mirko Antonucci    | Roma        | fine prestito |
| A                | Cedric Gondo       | Lazio       | fine prestito |

### Operazioni esterne alle sessioni
| Acquisti | Acquisti      | Acquisti | Acquisti   |
| R.       | Nome          | da       | Modalità   |
| -------- | ------------- | -------- | ---------- |
| A        | Cedric Gondo  |          | svincolato |
| A        | Franck Ribéry |          | svincolato |
| A        | Diego Perotti |          | svincolato |

| Cessioni | Cessioni | Cessioni | Cessioni |
| R.       | Nome     | a        | Modalità |
| -------- | -------- | -------- | -------- |

### Sessione invernale (dal 3 al 31 gennaio 2022)
| Acquisti         | Acquisti              | Acquisti      | Acquisti      |
| R.               | Nome                  | da            | Modalità      |
| ---------------- | --------------------- | ------------- | ------------- |
| P                | Luigi Sepe            | Parma         | prestito      |
| D                | Radu Drăgușin         | Juventus      | prestito      |
| D                | Federico Fazio        |               | svincolato    |
| D                | Pasquale Mazzocchi    | Venezia       | prestito      |
| D                | Ivan Radovanović      |               | svincolato    |
| C                | Emil Bohinen          | CSKA Mosca    | prestito      |
| C                | Éderson               | Corinthians   | definitivo    |
| A                | Mikael                | Sport Recife  | prestito      |
| A                | Lys Mousset           | Sheffield Utd | prestito      |
| A                | Simone Verdi          | Torino        | prestito      |
| Altre operazioni |                       |               |               |
| R.               | Nome                  | da            | Modalità      |
| C                | Michele Cavion        | Brescia       | fine prestito |
| C                | Antonio Pio Iervolino | Imolese       | definitivo    |

| Cessioni         | Cessioni       | Cessioni     | Cessioni   |
| R.               | Nome           | a            | Modalità   |
| ---------------- | -------------- | ------------ | ---------- |
| D                | Ramzi Aya      | Reggina      | definitivo |
| D                | Luka Bogdan    | Ternana      | prestito   |
| A                | Cedric Gondo   | Cremonese    | definitivo |
| A                | Simy           | Parma        | prestito   |
| Altre operazioni |                |              |            |
| R.               | Nome           | a            | Modalità   |
| C                | Michele Cavion | L.R. Vicenza | prestito   |

### Operazioni successive alla sessione invernale
| Acquisti | Acquisti | Acquisti | Acquisti |
| R.       | Nome     | da       | Modalità |
| -------- | -------- | -------- | -------- |

| Cessioni | Cessioni        | Cessioni    | Cessioni   |
| R.       | Nome            | a           | Modalità   |
| -------- | --------------- | ----------- | ---------- |
| P        | Guido Guerrieri |             | svincolato |
| C        | Sedrick Kalombo | Carsko Selo | definitivo |

## Risultati

### Serie A

#### Girone di andata
| Arbitro: | Rapuano (Rimini) |

|                                      |           |                                       |
| De Silvestri 59’, 77’ Arnautović 75’ | Marcatori | 52’ (rig.) Bonazzoli 70’ M. Coulibaly |

| Arbitro: | Abisso (Palermo) |

|  |           |                                                  |
|  | Marcatori | 48’, 79’ Lo. Pellegrini 52’ Veretout 69’ Abraham |

| Arbitro: | Aureliano (Bologna) |

|                                                |           |  |
| Sanabria 45’ Bremer 65’ Pobega 87’ Lukić 90+1’ | Marcatori |  |

| Arbitro: | Valeri (Roma) |

|  |           |            |
|  | Marcatori | 75’ Zapata |

| Arbitro: | Irrati (Pistoia) |

|                              |           |                 |
| Gondo 45+2’ M. Coulibaly 76’ | Marcatori | 7’, 29’ Kalinić |

| Arbitro: | Giua (Olbia) |

|             |           |  |
| Berardi 54’ | Marcatori |  |

| Arbitro: | Mariani (Aprilia) |

|           |           |  |
| Đurić 66’ | Marcatori |  |

| Arbitro: | Massa (Imperia) |

|                           |           |          |
| Strelec 51’ Kovalenko 76’ | Marcatori | 39’ Simy |

| Arbitro: | Doveri (Roma) |

|                                |           |                                                            |
| Ranieri 48’ Ismajli 55’ (aut.) | Marcatori | 2’, 45’ (rig.) Pinamonti 11’ Cutrone 13’ (aut.) Strandberg |

| Arbitro: | Di Bello (Brindisi) |

|           |           |                               |
| Aramu 14’ | Marcatori | 61’ Bonazzoli 90+5’ Schiavone |

| Arbitro: | Fabbri (Ravenna) |

|  |           |               |
|  | Marcatori | 61’ Zieliński |

| Arbitro: | Rapuano (Rimini) |

|                                         |           |  |
| Immobile 31’ Pedro 36’ Luis Alberto 69’ | Marcatori |  |

| Arbitro: | Giacomelli (Trieste) |

|  |           |                                    |
|  | Marcatori | 40’ (aut.) Di Tacchio 43’ Candreva |

| Arbitro: | Doveri (Roma) |

|               |           |               |
| Pavoletti 73’ | Marcatori | 90’ Bonazzoli |

| Arbitro: | Fourneau (Roma) |

|  |           |                       |
|  | Marcatori | 21’ Dybala 70’ Morata |

| Arbitro: | Giua (Olbia) |

|                            |           |  |
| Kessié 5’ Saelemaekers 18’ | Marcatori |  |

| Arbitro: | Ghersini (Genova) |

|                                             |           |  |
| Bonaventura 31’ Vlahović 51’, 84’ Maleh 90’ | Marcatori |  |

| Arbitro: | Mariani (Aprilia) |

|  |           |                                                                   |
|  | Marcatori | 11’ Perišić 33’ Dumfries 51’ Sánchez 77’ Martínez 87’ Gagliardini |

| Arbitro: | Sozza (Seregno) |

|  |           |             |
|  | Marcatori | 90+3’ Verdi |

#### Girone di ritorno
| Arbitro: | Mariani (Aprilia) |

|                               |           |           |
| Bonazzoli 7’ (rig.) Verdi 67’ | Marcatori | 58’ Henry |

| Arbitro: | Dionisi (L'Aquila) |

|             |           |                               |
| Lazović 63’ | Marcatori | 29’ (rig.) Đurić 70’ Kastanos |

| Arbitro: | Abisso (Palermo) |

|  |           |                              |
|  | Marcatori | 7’, 10’ Immobile 66’ Lazzari |

| Arbitro: | Pairetto (Nichelino) |

|                                                                        |           |               |
| Juan Jesus 17’ Mertens 45+4’ (rig.) Rrahmani 47’ L. Insigne 53’ (rig.) | Marcatori | 33’ Bonazzoli |

| Arbitro: | Valeri (Roma) |

|               |           |                                   |
| Verdi 3’, 16’ | Marcatori | 12’ (rig.) Manaj 30’ (rig.) Verde |

| Arbitro: | Di Bello (Brindisi) |

|            |           |                 |
| Destro 32’ | Marcatori | 45+1’ Bonazzoli |

| Arbitro: | Fabbri (Ravenna) |

|                         |           |                      |
| Bonazzoli 29’ Đurić 72’ | Marcatori | 5’ Messias 77’ Rebić |

| Arbitro: | Ayroldi (Molfetta) |

|            |           |                |
| Zortea 72’ | Marcatori | 43’ Arnautović |

| Arbitro: | Marinelli (Tivoli) |

|                                       |           |  |
| Martínez 22’, 40’, 56’ Džeko 64’, 69’ | Marcatori |  |

| Arbitro: | Massimi (Termoli) |

|                        |           |                         |
| Bonazzoli 8’ Đurić 81’ | Marcatori | 20’ Scamacca 30’ Traorè |

| Arbitro: | Ayroldi (Molfetta) |

|                        |           |  |
| Dybala 5’ Vlahović 29’ | Marcatori |  |

| Arbitro: | Piccinini (Forlì) |

|  |           |                    |
|  | Marcatori | 18’ (rig.) Belotti |

| Arbitro: | Volpi (Arezzo) |

|                        |           |                 |
| Pérez 82’ Smalling 85’ | Marcatori | 22’ Radovanović |

| Arbitro: | Valeri (Roma) |

|            |           |                     |
| Caputo 32’ | Marcatori | 4’ Fazio 6’ Éderson |

| Arbitro: | Massa (Imperia) |

|                        |           |              |
| Đurić 9’ Bonazzoli 79’ | Marcatori | 64’ Saponara |

| Arbitro: | Guida (Torre Annunziata) |

|             |           |             |
| Pašalić 88’ | Marcatori | 27’ Éderson |

| Arbitro: | Di Bello (Brindisi) |

|                  |           |              |
| Verdi 68’ (rig.) | Marcatori | 90+9’ Altare |

| Arbitro: | Massa (Imperia) |

|             |           |               |
| Cutrone 31’ | Marcatori | 76’ Bonazzoli |

| Arbitro: | Orsato (Schio) |

|  |           |                                                    |
|  | Marcatori | 6’ Deulofeu 34’ Nestorovski 42’ Udogie 57’ Pereyra |

### Coppa Italia

#### Turni eliminatori
| Arbitro: | Fourneau (Roma) |

|                      |           |  |
| Bonazzoli 45+2’, 55’ | Marcatori |  |

| Arbitro: | Serra (Torino) |

|            |           |  |
| Ekuban 76’ | Marcatori |  |

## Statistiche

### Statistiche di squadra
| Competizione | Punti | In casa | In casa | In casa | In casa | In casa | In casa | In trasferta | In trasferta | In trasferta | In trasferta | In trasferta | In trasferta | Totale | Totale | Totale | Totale | Totale | Totale | DR  |
| Competizione | Punti | G       | V       | N       | P       | Gf      | Gs      | G            | V            | N            | P            | Gf           | Gs           | G      | V      | N      | P      | Gf     | Gs     | DR  |
| ------------ | ----- | ------- | ------- | ------- | ------- | ------- | ------- | ------------ | ------------ | ------------ | ------------ | ------------ | ------------ | ------ | ------ | ------ | ------ | ------ | ------ | --- |
| Serie A      | 31    | 19      | 3       | 6       | 10      | 17      | 39      | 19           | 4            | 4            | 11           | 16           | 39           | 38     | 7      | 10     | 21     | 33     | 78     | -45 |
| Coppa Italia | -     | 1       | 1       | 0       | 0       | 2       | 0       | 1            | 0            | 0            | 1            | 0            | 1            | 2      | 1      | 0      | 1      | 2      | 1      | +1  |
| Totale       | -     | 20      | 4       | 6       | 10      | 19      | 39      | 20           | 4            | 4            | 12           | 16           | 40           | 40     | 8      | 10     | 22     | 35     | 79     | -44 |

### Andamento in campionato
| Giornata  | 1  | 2  | 3  | 4  | 5  | 6  | 7  | 8  | 9  | 10 | 11 | 12 | 13 | 14 | 15 | 16 | 17 | 18 | 19 | 20 | 21 | 22 | 23 | 24 | 25 | 26 | 27 | 28 | 29 | 30 | 31 | 32 | 33 | 34 | 35 | 36 | 37 | 38 |
| --------- | -- | -- | -- | -- | -- | -- | -- | -- | -- | -- | -- | -- | -- | -- | -- | -- | -- | -- | -- | -- | -- | -- | -- | -- | -- | -- | -- | -- | -- | -- | -- | -- | -- | -- | -- | -- | -- | -- |
| Luogo     | T  | C  | T  | C  | C  | T  | C  | T  | C  | T  | C  | T  | C  | T  | C  | T  | T  | C  | T  | C  | T  | C  | T  | C  | T  | C  | C  | T  | C  | T  | C  | T  | T  | C  | T  | C  | T  | C  |
| Risultato | P  | P  | P  | P  | N  | P  | V  | P  | P  | V  | P  | P  | P  | N  | P  | P  | P  | P  | V  | V  | V  | P  | P  | N  | N  | N  | N  | P  | N  | P  | P  | P  | V  | V  | N  | N  | N  | P  |
| Posizione | 13 | 16 | 19 | 20 | 20 | 20 | 18 | 20 | 20 | 18 | 19 | 19 | 19 | 19 | 20 | 20 | 20 | 20 | 18 | 17 | 19 | 19 | 19 | 19 | 19 | 19 | 19 | 19 | 19 | 20 | 20 | 20 | 18 | 18 | 18 | 17 | 17 | 17 |

Fonte:  Serie A – Classifiche, su sport.sky.it, Sky Sport. URL consultato il 30 giugno 2020 (archiviato dall'url originale l'11 settembre 2014).
Legenda:

Luogo: C = Casa; T = Trasferta. Risultato: V = Vittoria; N = Pareggio; P = Sconfitta.

### Statistiche dei giocatori
| Giocatore        | Serie A  | Serie A | Serie A     | Serie A    | Coppa Italia | Coppa Italia | Coppa Italia | Coppa Italia | Totale   | Totale | Totale      | Totale     |
| Giocatore        | Presenze | Reti    | Ammonizioni | Espulsioni | Presenze     | Reti         | Ammonizioni  | Espulsioni   | Presenze | Reti   | Ammonizioni | Espulsioni |
| ---------------- | -------- | ------- | ----------- | ---------- | ------------ | ------------ | ------------ | ------------ | -------- | ------ | ----------- | ---------- |
| R. Aya           | 2        | 0       | 1           | 0          | 1            | 0            | 0            | 0            | 3        | 0      | 1           | 0          |
| V. Belec         | 23       | -49     | 1           | 0          | 1            | -0           | 0            | 0            | 24       | -49    | 1           | 0          |
| E. Bohinen       | 11       | 0       | 5           | 0          | 0            | 0            | 0            | 0            | 11       | 0      | 5           | 0          |
| L. Bogdan        | 6        | 0       | 0           | 0          | 2            | 0            | 0            | 0            | 8        | 0      | 0           | 0          |
| F. Bonazzoli     | 32       | 10      | 6           | 0          | 1            | 2            | 0            | 0            | 33       | 12     | 6           | 0          |
| L. Capezzi       | 5        | 0       | 0           | 0          | 1            | 0            | 1            | 0            | 6        | 0      | 1           | 0          |
| L. Coulibaly     | 31       | 0       | 3           | 0          | 2            | 0            | 0            | 0            | 33       | 0      | 3           | 0          |
| M. Coulibaly     | 12       | 2       | 1           | 0          | 1            | 0            | 0            | 0            | 13       | 2      | 1           | 0          |
| J. De Matteis    | 0        | 0       | 0           | 0          | 0            | 0            | 0            | 0            | 0        | 0      | 0           | 0          |
| F. Delli Carri   | 5        | 0       | 1           | 0          | 1            | 0            | 0            | 0            | 6        | 0      | 1           | 0          |
| F. Di Tacchio    | 18       | 0       | 3           | 0          | 2            | 0            | 1            | 0            | 20       | 0      | 4           | 0          |
| R. Dragusin      | 7        | 0       | 1           | 0          | 0            | 0            | 0            | 0            | 7        | 0      | 1           | 0          |
| M. Đurić         | 33       | 5       | 6           | 0          | 2            | 0            | 0            | 0            | 35       | 5      | 6           | 0          |
| J. Ederson       | 15       | 2       | 5           | 0          | 0            | 0            | 0            | 0            | 15       | 2      | 5           | 0          |
| F. Fazio         | 16       | 1       | 3           | 1          | 0            | 0            | 0            | 0            | 16       | 1      | 3           | 1          |
| V. Fiorillo      | 1        | -5      | 0           | 0          | 1            | -1           | 0            | 0            | 2        | -6     | 0           | 0          |
| R. Gagliolo      | 17       | 0       | 2           | 0          | 1            | 0            | 0            | 0            | 18       | 0      | 2           | 0          |
| C. Gondo         | 14       | 1       | 1           | 0          | 1            | 0            | 0            | 0            | 15       | 1      | 1           | 0          |
| G. Guerrieri     | 0        | 0       | 0           | 0          | 0            | 0            | 0            | 0            | 0        | 0      | 0           | 0          |
| N. Gyömbér       | 31       | 0       | 9           | 0          | 2            | 0            | 0            | 0            | 33       | 0      | 9           | 0          |
| P. Jaroszyński   | 13       | 0       | 3           | 0          | 1            | 0            | 0            | 0            | 14       | 0      | 3           | 0          |
| S. Kalombo       | 0        | 0       | 0           | 0          | 0            | 0            | 0            | 0            | 0        | 0      | 0           | 0          |
| G. Kastanos      | 27       | 1       | 4           | 1          | 2            | 0            | 0            | 0            | 29       | 1      | 4           | 1          |
| W. Kechrida      | 17       | 0       | 0           | 0          | 2            | 0            | 0            | 0            | 19       | 0      | 0           | 0          |
| J. Kristoffersen | 1        | 0       | 0           | 0          | 1            | 0            | 0            | 0            | 2        | 0      | 0           | 0          |
| P. Mazzocchi     | 15       | 0       | 2           | 0          | 0            | 0            | 0            | 0            | 15       | 0      | 2           | 0          |
| F.V. Mikael      | 7        | 0       | 0           | 0          | 0            | 0            | 0            | 0            | 7        | 0      | 0           | 0          |
| A. Moțoc         | 1        | 0       | 0           | 0          | 0            | 0            | 0            | 0            | 1        | 0      | 0           | 0          |
| L. Mousset       | 6        | 0       | 2           | 0          | 0            | 0            | 0            | 0            | 6        | 0      | 2           | 0          |
| J. Obi           | 21       | 0       | 5           | 0          | 2            | 0            | 0            | 0            | 23       | 0      | 5           | 0          |
| D. Perotti       | 11       | 0       | 1           | 0          | 0            | 0            | 0            | 0            | 11       | 0      | 1           | 0          |
| M. Perrone       | 1        | 0       | 0           | 0          | 0            | 0            | 0            | 0            | 1        | 0      | 0           | 0          |
| I. Radovanović   | 14       | 1       | 4           | 0          | 0            | 0            | 0            | 0            | 14       | 1      | 4           | 0          |
| L. Ranieri       | 27       | 1       | 9           | 0          | 0            | 0            | 0            | 0            | 27       | 1      | 9           | 0          |
| F. Ribéry        | 23       | 0       | 3           | 1          | 0            | 0            | 0            | 0            | 23       | 0      | 3           | 1          |
| M. Ruggeri       | 14       | 0       | 1           | 0          | 1            | 0            | 0            | 0            | 15       | 0      | 1           | 0          |
| Al. Russo        | 1        | 0       | 0           | 0          | 0            | 0            | 0            | 0            | 1        | 0      | 0           | 0          |
| An. Russo        | 0        | 0       | 0           | 0          | 0            | 0            | 0            | 0            | 0        | 0      | 0           | 0          |
| A. Schiavone     | 14       | 1       | 1           | 0          | 1            | 0            | 1            | 0            | 15       | 1      | 2           | 0          |
| L. Sepe          | 16       | -24     | 2           | 0          | 0            | 0            | 0            | 0            | 16       | -24    | 2           | 0          |
| Simy             | 19       | 1       | 0           | 0          | 1            | 0            | 0            | 0            | 20       | 1      | 0           | 0          |
| S. Strandberg    | 11       | 0       | 2           | 1          | 1            | 0            | 0            | 0            | 12       | 0      | 2           | 1          |
| S. Verdi         | 15       | 5       | 3           | 0          | 0            | 0            | 0            | 0            | 15       | 5      | 3           | 0          |
| E. Vergani       | 6        | 0       | 0           | 0          | 1            | 0            | 1            | 0            | 7        | 0      | 1           | 0          |
| F. Veseli        | 9        | 0       | 3           | 1          | 0            | 0            | 0            | 0            | 9        | 0      | 3           | 1          |
| N. Zortea        | 29       | 1       | 3           | 0          | 0            | 0            | 0            | 0            | 29       | 1      | 3           | 0          |